# Hoosier Scout

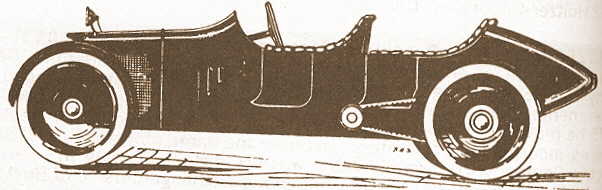
Hoosier Scout 9/13 hp (1914)

Hoosier Scout war eine US-amerikanische Automarke.

## Beschreibung
E. A. Shelley und Theodore A. Meyer konstruierten und Warren Electric & Machine Company aus Indianapolis (Indiana) bauten 1914 die Fahrzeuge. Eine andere Quelle nennt Hoosier Cyclecar Company als Hersteller.
Das einzige Modell war ein Kleinwagen. Eine Quelle bezeichnet es als Cyclecar. Allerdings erfüllte es die Kriterien nicht. Der Wagen war als Tandemsitzer (zwei hintereinanderliegende Sitze) ausgelegt und hatte einen Radstand von 2438 mm und eine Spurweite von 914 mm. Der Roadster hatte einen Niederrahmen und eine stromlinienförmige Karosserie mit spitz zulaufendem Bootsheck. Die Konstrukteure gaben an, dass sie sich von der Gestalt des Blitzen-Benz hätten inspirieren lassen.
Angetrieben wurde das Fahrzeug durch einen V2-Motor von der Spacke Machine & Tool Company. Er hatte 88,9 mm Bohrung, 93,218 mm Hub, 1157 cm³ Hubraum und leistete 9/13 hp (9,6 kW). Die Motorkraft wurde über ein Reibscheibengetriebe und Riemen an die Hinterachse weitergeleitet. Der Benzinverbrauch wurde mit 3,9–5,9 l/100 km angegeben, der Ölverbrauch mit 2,95 l/1000 km. Der Verkaufspreis lag bei US-$ 375,–.

## Modelle
| Modell  | Bauzeitraum | Zylinder | Leistung        | Radstand | Aufbauten                 |
| ------- | ----------- | -------- | --------------- | -------- | ------------------------- |
| 9/13 hp | 1914        | 2 V      | 13 bhp (9,6 kW) | 2438 mm  | Roadster 2 Sitze (Tandem) |